# Груповий етап Ліги Європи УЄФА 2018—2019
Матчі групового етапу Ліги Європи УЄФА 2018–2019 проходили з 20 вересня по 13 грудня 2018 року. На цій стадії змагання 48 команд змагалися у 12 групах аби визначити 24 з 32 учасників стадії плей-оф Ліги Європи УЄФА 2018—2019.

## Жеребкування
Жеребкування групового етапу відбулося 31 серпня 2018 року о 13:00 CEST у Грімальді-Форумі в Монако.
За допомогою жеребкування 48 команд-учасниць були розподілені на 12 груп по чотири у кожній. Для жеребкування команди були розбиті на чотири кошики відповідно до таблиці коефіцієнтів УЄФА 2018 року. Команди з однієї національної асоціації не могли бути в одній групі.
Крім того, відповідно до рішення УЄФА від 17 липня 2014 року, до однієї групи не могли потрапити команди з України та Росії через триваюче політичне протистояння між країнами.
| Ігровий день   | Дата              | Ігри         |
| -------------- | ----------------- | ------------ |
| Ігровий день 1 | 20 вересня 2018   | 2 v 3, 4 v 1 |
| Ігровий день 2 | 4 жовтня 2018     | 1 v 2, 3 v 4 |
| Ігровий день 3 | 25 жовтня 2018    | 3 v 1, 2 v 4 |
| Ігровий день 4 | 8 листопада 2018  | 1 v 3, 4 v 2 |
| Ігровий день 5 | 29 листопада 2018 | 3 v 2, 1 v 4 |
| Ігровий день 6 | 13 грудня 2018    | 2 v 1, 4 v 3 |

## Учасники
У таблиці нижче наведені учсники групового етапу (із зазначенням їх клубного коефіцієнту УЄФА на 2018 рік), згруповані за кошиками для жеребкування. Вони включали:
- 17 команд, що починали турнір на груповому етапі;
- 21 переможців раунду плей-оф (8 команд, що йшли «Шляхом чемпіонів», і 13 команд, що йшли «Основним шляхом»)
- 6 команд, що зазнали поразок у раунді плей-оф Ліги чемпіонів УЄФА 2018—2019 (4 команди, що йшли «Шляхом чемпіонів», і 2 команди, що йшли «Основним шляхом»);
- 4 команди, що йшли «Шляхом нечемпіонів» і зазнали поразок у третьому кваліфікаціфномц раунді Ліги чемпіонів УЄФА 2018—2019.

| Ключ до кольорів                                         |
| -------------------------------------------------------- |
| Перші дві команди кожної з груп вийшли до стадії плей-оф |

| Команда            | Прим.   | Коеф.   |
| ------------------ | ------- | ------- |
| Севілья            | [ЛЄ-ОШ] | 113.000 |
| Арсенал            |         | 93.000  |
| Челсі              |         | 82.000  |
| Зеніт              | [ЛЄ-ОШ] | 78.000  |
| Баєр 04            |         | 66.000  |
| Динамо             | [ЛЧ-ШН] | 62.000  |
| Бешикташ           | [ЛЄ-ОШ] | 57.000  |
| Ред Булл           | [ЛЧ-ШЧ] | 55.500  |
| Олімпіакос (Пірей) | [ЛЄ-ОШ] | 54.000  |
| Вільярреал         |         | 52.000  |
| Андерлехт          |         | 48.000  |
| Лаціо              |         | 41.000  |

| Команда            | Прим.   | Коеф.  |
| ------------------ | ------- | ------ |
| Спортінг (Лісабон) |         | 40.000 |
| Лудогорець         | [ЛЄ-ШЧ] | 37.000 |
| Копенгаген         | [ЛЄ-ОШ] | 34.000 |
| Марсель            |         | 32.000 |
| Селтік             | [ЛЄ-ШЧ] | 31.000 |
| ПАОК               | [ЛЧ-ШН] | 29.500 |
| Мілан              |         | 28.000 |
| Генк               | [ЛЄ-ОШ] | 27.000 |
| Фенербахче         | [ЛЧ-3К] | 23.500 |
| Краснодар          |         | 23.500 |
| Астана             | [ЛЄ-ШЧ] | 21.750 |
| Рапід              | [ЛЄ-ОШ] | 21.500 |

| Команда                       | Прим.   | Коеф.  |
| ----------------------------- | ------- | ------ |
| Реал Бетіс                    |         | 21.399 |
| Карабах                       | [ЛЄ-ШЧ] | 20.500 |
| БАТЕ                          | [ЛЧ-ШЧ] | 20.500 |
| Динамо                        | [ЛЧ-ШЧ] | 17.500 |
| РБ Лейпциг                    | [ЛЄ-ОШ] | 17.000 |
| Айнтрахт (Франкфурт-на-Майні) |         | 14.285 |
| Мальме                        | [ЛЄ-ШЧ] | 14.000 |
| Спартак (Москва)              | [ЛЧ-3К] | 13.500 |
| Стандард                      | [ЛЧ-3К] | 12.500 |
| Цюрих                         |         | 12.000 |
| Бордо                         | [ЛЄ-ОШ] | 11.283 |
| Ренн                          |         | 11.283 |

| Команда             | Прим.   | Коеф.  |
| ------------------- | ------- | ------ |
| Аполлон             | [ЛЄ-ОШ] | 10.000 |
| Русенборг           | [ЛЄ-ШЧ] | 9.000  |
| Ворскла             |         | 8.226  |
| Славія              | [ЛЧ-3К] | 7.500  |
| Акхісар Беледієспор |         | 7.160  |
| Яблонець            |         | 6.035  |
| АЕК                 | [ЛЄ-ОШ] | 4.310  |
| МОЛ Віді            | [ЛЧ-ШЧ] | 4.250  |
| Рейнджерс           | [ЛЄ-ОШ] | 3.725  |
| Ф91 Дюделанж        | [ЛЄ-ШЧ] | 3.500  |
| Спартак (Трнава)    | [ЛЄ-ШЧ] | 3.500  |
| Сарпсборг 08        | [ЛЄ-ОШ] | 3.485  |

Прим.
1. ЛЄ-ШЧ Переможці раунду плей-оф (Шлях чемпіонів)
2. ЛЄ-ОШ Переможці раунду плей-оф (Основний шлях)
3. ЛЧ-ШЧ Переможені у плей-оф Ліги чемпіонів (Шлях чемпіонів)
4. ЛЧ-ШН Переможені у плей-оф Ліги чемпіонів (Шлях нечемпіонів)
5. ЛЧ-3К Переможені у третьому кваліфікаційному раунді Ліги чемпіонів

## Групи
Ігровими днями були визначені 20 вересня, 4 жовтня, 25 жовтня, 8 листопада, 29 листопада і 13 грудня 2018 року. Початок матчів призначався на 18:55 та 21:00 CET/CEST за винятком декількох ігор, які розпочиналися о 16:50 CET/CEST.
Час матчів зазначений за CET/CEST,.

### Група A
| Команда    | І | В | Н | П | ЗМ | ПМ | РМ | О  |
| ---------- | - | - | - | - | -- | -- | -- | -- |
| Баєр 04    | 6 | 4 | 1 | 1 | 16 | 9  | +7 | 13 |
| Цюрих      | 6 | 3 | 1 | 2 | 7  | 6  | +1 | 10 |
| АЕК        | 6 | 1 | 2 | 3 | 6  | 12 | −6 | 5  |
| Лудогорець | 6 | 0 | 4 | 2 | 5  | 7  | −2 | 4  |

|            | БАЙ | ЛУД | ЦЮР | АЕК |
| ---------- | --- | --- | --- | --- |
| Баєр 04    | —   | 1-1 | 1-0 | 4-2 |
| Лудогорець | 2-3 | —   | 1-1 | 0-0 |
| Цюрих      | 3-2 | 1-0 | —   | 1-2 |
| АЕК        | 1-5 | 1-1 | 0-1 | —   |

| 20 вересня 2018 21:00 |

| АЕК | 0–1      | Цюрих              |
| --- | -------- | ------------------ |
|     | Протокол | Кололлі 61' (пен.) |

| ГСП, Нікосія Глядачів: 3,173 Арбітр: Жонатан Лардо (Бельгія) |

| 20 вересня 2018 21:00 |

| Лудогорець                | 2–3      | Баєр 04                        |
| ------------------------- | -------- | ------------------------------ |
| Кешеру 8' Марселіньйо 31' | Протокол | Гаверц 38', 69' Кісе Телін 63' |

| Лудогорець Арена, Разград Глядачів: 8,240 Арбітр: Паоло Мадзолені (Італія) |

| 4 жовтня 2018 18:55 |

| Баєр 04                                 | 4–2      | АЕК                           |
| --------------------------------------- | -------- | ----------------------------- |
| Гаверц 44' Аларіо 49', 88' Брандт 90+2' | Протокол | Тричковський 25' Распас 90+1' |

| БайАрена, Леверкузен Глядачів: 23,354 Арбітр: Євген Арановський (Україна) |

| 4 жовтня 2018 18:55 |

| Цюрих       | 1–0      | Лудогорець |
| ----------- | -------- | ---------- |
| Палссон 84' | Протокол |            |

| Летцигрунд, Цюрих Глядачів: 7,092 Арбітр: Хуан Мартінес Мунуера (Іспанія) |

| 25 жовтня 2018 18:55 |

| Цюрих                             | 3–2      | Баєр 04            |
| --------------------------------- | -------- | ------------------ |
| Маркезано 44' Домгені 59' Оді 78' | Протокол | Белларабі 50', 54' |

| Летцигрунд, Цюрих Глядачів: 12,427 Арбітр: Аліяр Агаєв (Азербайджан) |

| 25 жовтня 2018 18:55 |

| АЕК               | 1–1      | Лудогорець |
| ----------------- | -------- | ---------- |
| Ларена 25' (пен.) | Протокол | Лукокі 7'  |

| ГСП, Нікосія Глядачів: 2,631 Арбітр: Енеа Йоргі (Албанія) |

| 8 листопада 2018 21:00 |

| Баєр 04   | 1–0      | Цюрих |
| --------- | -------- | ----- |
| Єдвай 60' | Протокол |       |

| БайАрена, Леверкузен Глядачів: 16,179 Арбітр: Павел Гіль (Польща) |

| 8 листопада 2018 21:00 |

| Лудогорець | 0–0      | АЕК |
| ---------- | -------- | --- |
|            | Протокол |     |

| Лудогорець Арена, Разград Глядачів: 4,520 Арбітр: Оле Гоббер Нільсен (Норвегія) |

| 29 листопада 2018 18:55 |

| Цюрих      | 1–2      | АЕК                       |
| ---------- | -------- | ------------------------- |
| Хеліфі 74' | Протокол | Янну 38' Тричковський 85' |

| Летцигрунд, Цюрих Глядачів: 6,107 Арбітр: Олексій Єськов (Росія) |

| 29 листопада 2018 18:55 |

| Баєр 04    | 1–1      | Лудогорець      |
| ---------- | -------- | --------------- |
| Вайзер 85' | Протокол | Марселіньйо 69' |

| БайАрена, Леверкузен Глядачів: 16,066 Арбітр: Денніс Хіглер (Нідерланди) |

| 13 грудня 2018 21:00 |

| АЕК        | 1–5      | Баєр 04                                          |
| ---------- | -------- | ------------------------------------------------ |
| Катала 26' | Протокол | Кор 28', 68' Аларіо 41' (пен.), 86' Паулінью 78' |

| ГСП, Нікосія Арбітр: Франсуа Летексьє (Франція) |

| 13 грудня 2018 21:00 |

| Лудогорець    | 1–1      | Цюрих            |
| ------------- | -------- | ---------------- |
| Свєрчок 45+1' | Протокол | Форстер 21' (аг) |

| Лудогорець Арена, Разград Арбітр: Кирило Левніков (Росія) |

### Група B
| Команда    | І | В | Н | П | ЗМ | ПМ | РМ  | О  |
| ---------- | - | - | - | - | -- | -- | --- | -- |
| Ред Булл   | 6 | 6 | 0 | 0 | 17 | 6  | +11 | 18 |
| Селтік     | 6 | 3 | 0 | 3 | 6  | 8  | −2  | 9  |
| РБ Лейпциг | 6 | 2 | 1 | 3 | 9  | 8  | +1  | 7  |
| Русенборг  | 6 | 0 | 1 | 5 | 4  | 14 | −10 | 1  |

|            | РБЗ | СЕЛ | РБЛ | РУС |
| ---------- | --- | --- | --- | --- |
| Ред Булл   | —   | 3-1 | 1-0 | 3-0 |
| Селтік     | 1-2 | —   | 2-1 | 1-0 |
| РБ Лейпциг | 2-3 | 2-0 | —   | 1-1 |
| Русенборг  | 2-5 | 0-1 | 1-3 | —   |

| 20 вересня 2018 21:00 |

| РБ Лейпциг              | 2–3      | Ред Булл                              |
| ----------------------- | -------- | ------------------------------------- |
| Лаймер 70' Поульсен 82' | Протокол | Дабур 20' Гайдара 22' Гулбрандсен 89' |

| Ред Булл Арена, Лейпциг Глядачів: 24,057 Арбітр: Андреас Екберг (Швеція) |

| 20 вересня 2018 21:00 |

| Селтік       | 1–0      | Русенборг |
| ------------ | -------- | --------- |
| Гріффітс 87' | Протокол |           |

| Селтік-парк, Глазго Глядачів: 47,287 Арбітр: Павел Гіль (Польща) |

| 4 жовтня 2018 18:55 |

| Русенборг   | 1–3      | РБ Лейпциг                       |
| ----------- | -------- | -------------------------------- |
| Джебалі 79' | Протокол | Огюстен 12' Конате 54' Кунья 61' |

| Леркендал, Тронгейм Глядачів: 11,484 Арбітр: Марко Гвіда (Італія) |

| 4 жовтня 2018 18:55 |

| Ред Булл                           | 3–1      | Селтік   |
| ---------------------------------- | -------- | -------- |
| Дабур 55', 73' (пен.) Мінаміно 61' | Протокол | Едуар 2' |

| Ред Булл Арена, Зальцбург Глядачів: 24,085 Арбітр: Сергій Бойко (Україна) |

| 25 жовтня 2018 18:55 |

| Ред Булл                        | 3–0      | Русенборг |
| ------------------------------- | -------- | --------- |
| Дабур 34', 59' (пен.) Вольф 53' | Протокол |           |

| Ред Булл Арена, Зальцбург Глядачів: 20,639 Арбітр: Ірфан Пельто (Боснія і Герцеговина) |

| 25 жовтня 2018 18:55 |

| РБ Лейпциг          | 2–0      | Селтік |
| ------------------- | -------- | ------ |
| Кунья 31' Брума 35' | Протокол |        |

| Ред Булл Арена, Лейпциг Глядачів: 38,126 Арбітр: Павел Краловець (Чехія) |

| 8 листопада 2018 21:00 |

| Русенборг               | 2–5      | Ред Булл                                               |
| ----------------------- | -------- | ------------------------------------------------------ |
| Адегбенро 52' Єнсен 62' | Протокол | Мінаміно 6', 19', 45' Гулбрандсен 37' Говланд 57' (аг) |

| Леркендал, Тронгейм Глядачів: 12,386 Арбітр: Олексій Єськов (Росія) |

| 8 листопада 2018 21:00 |

| Селтік              | 2–1      | РБ Лейпциг  |
| ------------------- | -------- | ----------- |
| Тірні 11' Едуар 79' | Протокол | Огюстен 78' |

| Селтік-парк, Глазго Глядачів: 56,027 Арбітр: Хав'єр Естрада Фернандес (Іспанія) |

| 29 листопада 2018 18:55 |

| Ред Булл        | 1–0      | РБ Лейпциг |
| --------------- | -------- | ---------- |
| Гулбрандсен 74' | Протокол |            |

| Ред Булл Арена, Зальцбург Глядачів: 29,520 Арбітр: Орел Грінфельд (Ізраїль) |

| 29 листопада 2018 18:55 |

| Русенборг | 0–1      | Селтік      |
| --------- | -------- | ----------- |
|           | Протокол | Сінклер 42' |

| Леркендал, Тронгейм Глядачів: 14,061 Арбітр: Халіс Озках'я (Туреччина) |

| 13 грудня 2018 21:00 |

| РБ Лейпциг | 1–1      | Русенборг       |
| ---------- | -------- | --------------- |
| Кунья 47'  | Протокол | Регініуссен 86' |

| Ред Булл Арена, Лейпциг Арбітр: Сергій Бойко (Україна) |

| 13 грудня 2018 21:00 |

| Селтік     | 1–2      | Ред Булл                  |
| ---------- | -------- | ------------------------- |
| Нчам 90+5' | Протокол | Дабур 67' Гулбрандсен 78' |

| Селтік-парк, Глазго Арбітр: Рудді Буке (Франція) |

### Група C
| Команда    | І | В | Н | П | ЗМ | ПМ | РМ | О  |
| ---------- | - | - | - | - | -- | -- | -- | -- |
| Зеніт      | 6 | 3 | 2 | 1 | 6  | 5  | +1 | 11 |
| Славія     | 6 | 3 | 1 | 2 | 4  | 3  | +1 | 10 |
| Бордо      | 6 | 2 | 1 | 3 | 6  | 6  | 0  | 7  |
| Копенгаген | 6 | 1 | 2 | 3 | 3  | 5  | −2 | 5  |

|            | ЗЕН | КОП | БОР | СЛА |
| ---------- | --- | --- | --- | --- |
| Зеніт      | —   | 1-0 | 2-1 | 1-0 |
| Копенгаген | 1-1 | —   | 0-1 | 0-1 |
| Бордо      | 1-1 | 1-2 | —   | 2-0 |
| Славія     | 2-0 | 0-0 | 1-0 | —   |

| 20 вересня 2018 21:00 |

| Копенгаген  | 1–1      | Зеніт   |
| ----------- | -------- | ------- |
| Сотіріу 63' | Протокол | Мак 44' |

| Паркен, Копенгаген Глядачів: 19,005 Арбітр: Георгі Кабаков (Болгарія) |

| 20 вересня 2018 21:00 |

| Славія     | 1–0      | Бордо |
| ---------- | -------- | ----- |
| Змргал 35' | Протокол |       |

| Еден Арена, Прага Глядачів: 16,548 Арбітр: Бас Нейгейс (Нідерланди) |

| 4 жовтня 2018 18:55 |

| Бордо       | 1–2      | Копенгаген             |
| ----------- | -------- | ---------------------- |
| Санкаре 84' | Протокол | Сотіріу 42' Сков 90+2' |

| Новий стадіон, Бордо Глядачів: 11,860 Арбітр: Рой Райншрайбер (Ізраїль) |

| 4 жовтня 2018 18:55 |

| Зеніт       | 1–0      | Славія |
| ----------- | -------- | ------ |
| Кокорін 80' | Протокол |        |

| Крестовський, Санкт-Петербург Глядачів: 45,408 Арбітр: Гюсейн Геджек (Туреччина) |

| 25 жовтня 2018 18:55 |

| Зеніт                | 2–1      | Бордо     |
| -------------------- | -------- | --------- |
| Дзюба 41' Кузяєв 85' | Протокол | Бріан 26' |

| Крестовський, Санкт-Петербург Глядачів: 45,723 Арбітр: Фелікс Брих (Німеччина) |

| 25 жовтня 2018 18:55 |

| Копенгаген | 0–1      | Славія       |
| ---------- | -------- | ------------ |
|            | Протокол | Матоушек 46' |

| Паркен, Копенгаген Глядачів: 20,672 Арбітр: Лука Банті (Італія) |

| 8 листопада 2018 21:00 |

| Бордо             | 1–1      | Зеніт          |
| ----------------- | -------- | -------------- |
| Камано 35' (пен.) | Протокол | Заболотний 72' |

| Новий стадіон, Бордо Глядачів: 8,907 Арбітр: Гаральд Лехнер (Австрія) |

| 8 листопада 2018 21:00 |

| Славія | 0–0      | Копенгаген |
| ------ | -------- | ---------- |
|        | Протокол |            |

| Еден Арена, Прага Глядачів: 18,702 Арбітр: Маттіас Гестраніус (Фінляндія) |

| 29 листопада 2018 18:55 |

| Зеніт   | 1–0      | Копенгаген |
| ------- | -------- | ---------- |
| Мак 59' | Протокол |            |

| Крестовський, Санкт-Петербург Глядачів: 45,199 Арбітр: Славко Винчич (Словенія) |

| 29 листопада 2018 18:55 |

| Бордо                      | 2–0      | Славія |
| -------------------------- | -------- | ------ |
| Де Превіль 49' Кунде 90+5' | Протокол |        |

| Новий стадіон, Бордо Глядачів: 6,311 Арбітр: Фабіу Веріссіму (Португалія) |

| 13 грудня 2018 21:00 |

| Копенгаген | 0–1      | Бордо     |
| ---------- | -------- | --------- |
|            | Протокол | Бріан 73' |

| Паркен, Копенгаген Арбітр: Гюсейн Геджек (Туреччина) |

| 13 грудня 2018 21:00 |

| Славія              | 2–0      | Зеніт |
| ------------------- | -------- | ----- |
| Змргал 32' Стох 41' | Протокол |       |

| Еден Арена, Прага Арбітр: Ендрю Даллас (Шотландія) |

### Група D
| Команда          | І | В | Н | П | ЗМ | ПМ | РМ | О  |
| ---------------- | - | - | - | - | -- | -- | -- | -- |
| Динамо           | 6 | 4 | 2 | 0 | 11 | 3  | +8 | 14 |
| Фенербахче       | 6 | 2 | 2 | 2 | 7  | 7  | 0  | 8  |
| Спартак (Трнава) | 6 | 2 | 1 | 3 | 4  | 7  | −3 | 7  |
| Андерлехт        | 6 | 0 | 3 | 3 | 2  | 7  | −5 | 3  |

|            | АНД | ФЕН | ДИЗ | СПТ |
| ---------- | --- | --- | --- | --- |
| Андерлехт  | —   | 2-2 | 0-2 | 0-0 |
| Фенербахче | 2-0 | —   | 0-0 | 2-0 |
| Динамо     | 0-0 | 4-1 | —   | 3-1 |
| Спартак Т  | 1-0 | 1-0 | 1-2 | —   |

| 20 вересня 2018 21:00 |

| Спартак (Трнава) | 1–0      | Андерлехт |
| ---------------- | -------- | --------- |
| Оравець 79'      | Протокол |           |

| Стадіон імені Антона Малатинського, Трнава Глядачів: 17,114 Арбітр: Кевін Кленсі (Шотландія) |

| 20 вересня 2018 21:00 |

| Динамо                                 | 4–1      | Фенербахче     |
| -------------------------------------- | -------- | -------------- |
| Шуньїч 16' Хайрович 27', 57' Ольмо 60' | Протокол | Нойштедтер 47' |

| Максимір, Загреб Глядачів: 17,303 Арбітр: Крейг Поусон (Англія) |

| 4 жовтня 2018 18:55 |

| Фенербахче       | 2–0      | Спартак (Трнава) |
| ---------------- | -------- | ---------------- |
| Слімані 52', 69' | Протокол |                  |

| Шюкрю Сараджоглу, Стамбул Глядачів: 29,622 Арбітр: Тобіас Вельц (Німеччина) |

| 4 жовтня 2018 18:55 |

| Андерлехт | 0–2      | Динамо                       |
| --------- | -------- | ---------------------------- |
|           | Протокол | Хайрович 19' (пен.) Гояк 68' |

| Констант Ванден Сток, Андерлехт Глядачів: 12,137 Арбітр: Владислав Безбородов (Росія) |

| 25 жовтня 2018 18:55 |

| Андерлехт        | 2–2      | Фенербахче            |
| ---------------- | -------- | --------------------- |
| Баккалі 35', 50' | Протокол | Фрай 53' Калдирим 57' |

| Констант Ванден Сток, Андерлехт Глядачів: 13,292 Арбітр: Георгі Кабаков (Болгарія) |

| 25 жовтня 2018 18:55 |

| Спартак (Трнава) | 1–2      | Динамо                   |
| ---------------- | -------- | ------------------------ |
| Горбані 32'      | Протокол | Гавранович 64' Оршич 77' |

| Стадіон імені Антона Малатинського, Трнава Глядачів: 0 Арбітр: Якоб Кехлет (Данія) |

| 8 листопада 2018 16:50 |

| Фенербахче             | 2–0      | Андерлехт |
| ---------------------- | -------- | --------- |
| Вальбуена 71' Фрай 74' | Протокол |           |

| Шюкрю Сараджоглу, Стамбул Глядачів: 32,789 Арбітр: Андреас Екберг (Швеція) |

| 8 листопада 2018 21:00 |

| Динамо                              | 3–1      | Спартак (Трнава) |
| ----------------------------------- | -------- | ---------------- |
| Гояк 22' Кадлець 36' (аг) Оршич 79' | Протокол | Чантурішвілі 63' |

| Максимір, Загреб Глядачів: 18,154 Арбітр: Сергій Бойко (Україна) |

| 29 листопада 2018 18:55 |

| Андерлехт | 0–0      | Спартак (Трнава) |
| --------- | -------- | ---------------- |
|           | Протокол |                  |

| Констант Ванден Сток, Андерлехт Глядачів: 8,063 Арбітр: Анастасіос Папапетру (Греція) |

| 29 листопада 2018 18:55 |

| Фенербахче | 0–0      | Динамо |
| ---------- | -------- | ------ |
|            | Протокол |        |

| Шюкрю Сараджоглу, Стамбул Глядачів: 24,776 Арбітр: Роберт Шергенгофер (Австрія) |

| 13 грудня 2018 21:00 |

| Спартак (Трнава) | 1–0      | Фенербахче |
| ---------------- | -------- | ---------- |
| Їлмаз 41'        | Протокол |            |

| Стадіон імені Антона Малатинського, Трнава Арбітр: Хосе Марія Санчес Мартінес (Іспанія) |

| 13 грудня 2018 21:00 |

| Динамо | 0–0      | Андерлехт |
| ------ | -------- | --------- |
|        | Протокол |           |

| Максимір, Загреб Арбітр: Сандро Шерер (Швейцарія) |

### Група E
| Команда            | І | В | Н | П | ЗМ | ПМ | РМ  | О  |
| ------------------ | - | - | - | - | -- | -- | --- | -- |
| Арсенал            | 6 | 5 | 1 | 0 | 12 | 2  | +10 | 16 |
| Спортінг (Лісабон) | 6 | 4 | 1 | 1 | 13 | 3  | +10 | 13 |
| Ворскла            | 6 | 1 | 0 | 5 | 4  | 13 | −9  | 3  |
| Карабах            | 6 | 1 | 0 | 5 | 2  | 13 | −11 | 3  |

|            | АРС | СПО | КАР | ВОР |
| ---------- | --- | --- | --- | --- |
| Арсенал    | —   | 0-0 | 1-0 | 4-2 |
| Спортінг Л | 0-1 | —   | 2-0 | 3-0 |
| Карабах    | 0-3 | 1-6 | —   | 0-1 |
| Ворскла    | 0-3 | 1-2 | 0-1 | —   |

| 20 вересня 2018 21:00 |

| Спортінг (Лісабон)     | 2–0      | Карабах |
| ---------------------- | -------- | ------- |
| Рафінья 54' Кабрал 88' | Протокол |         |

| Жозе Алваладе, Лісабон Глядачів: 30,098 Арбітр: Франсуа Летексьє (Франція) |

| 20 вересня 2018 21:00 |

| Арсенал                               | 4–2      | Ворскла                   |
| ------------------------------------- | -------- | ------------------------- |
| Обамеянг 32', 56' Велбек 48' Езіл 74' | Протокол | Чеснаков 77' Шарпар 90+3' |

| Емірейтс, Лондон Глядачів: 59,039 Арбітр: Барт Вертентен (Бельгія) |

| 4 жовтня 2018 18:55 |

| Ворскла   | 1–2      | Спортінг (Лісабон)         |
| --------- | -------- | -------------------------- |
| Кулач 10' | Протокол | Монтеро 90+1' Кабрал 90+3' |

| Ворскла імені Бутовського, Полтава Глядачів: 10,082 Арбітр: Никола Дабанович (Чорногорія) |

| 4 жовтня 2018 18:55 |

| Карабах | 0–3      | Арсенал                                    |
| ------- | -------- | ------------------------------------------ |
|         | Протокол | Папастатопулос 4' Сміт-Роу 53' Гендузі 80' |

| Олімпійський стадіон, Баку Глядачів: 63,412 Арбітр: Давіде Масса (Італія) |

| 25 жовтня 2018 18:55 |

| Карабах | 0–1      | Ворскла   |
| ------- | -------- | --------- |
|         | Протокол | Кулач 48' |

| Олімпійський стадіон, Баку Глядачів: 22,450 Арбітр: Рой Райншрайбер (Ізраїль) |

| 25 жовтня 2018 18:55 |

| Спортінг (Лісабон) | 0–1      | Арсенал    |
| ------------------ | -------- | ---------- |
|                    | Протокол | Велбек 78' |

| Жозе Алваладе, Лісабон Глядачів: 40,784 Арбітр: Дамир Скомина (Словенія) |

| 8 листопада 2018 21:00 |

| Ворскла | 0–1      | Карабах              |
| ------- | -------- | -------------------- |
|         | Протокол | Абдуллаєв 13' (пен.) |

| Ворскла імені Бутовського, Полтава Глядачів: 5,479 Арбітр: Сандро Шерер (Швейцарія) |

| 8 листопада 2018 21:00 |

| Арсенал | 0–0      | Спортінг (Лісабон) |
| ------- | -------- | ------------------ |
|         | Протокол |                    |

| Емірейтс, Лондон Глядачів: 59,758 Арбітр: Гедимінас Мажейка (Литва) |

| 29 листопада 2018 18:55 |

| Карабах   | 1–6      | Спортінг (Лісабон)                                        |
| --------- | -------- | --------------------------------------------------------- |
| Зубір 14' | Протокол | Дост 5' (пен.) Фернандеш 20', 75' Нані 33' Діабі 65', 82' |

| Олімпійський стадіон, Баку Глядачів: 5,416 Арбітр: Петр Арделеану (Чехія) |

| 29 листопада 2018 18:55 |

| Ворскла | 0–3      | Арсенал                                  |
| ------- | -------- | ---------------------------------------- |
|         | Протокол | Сміт-Роу 11' Ремзі 27' (пен.) Віллок 41' |

| Олімпійський, Київ Глядачів: 7,751 Арбітр: Бартош Франковський (Польща) |

| 13 грудня 2018 21:00 |

| Спортінг (Лісабон)                         | 3–0      | Ворскла |
| ------------------------------------------ | -------- | ------- |
| Монтеро 17' Мігел Луїш 35' Даллку 44' (аг) | Протокол |         |

| Жозе Алваладе, Лісабон Арбітр: Мануель Шюттенгрубер (Австрія) |

| 13 грудня 2018 21:00 |

| Арсенал      | 1–0      | Карабах |
| ------------ | -------- | ------- |
| Ляказетт 16' | Протокол |         |

| Емірейтс, Лондон Арбітр: Єнс Мае (Данія) |

### Група F
| Команда            | І | В | Н | П | ЗМ | ПМ | РМ  | О  |
| ------------------ | - | - | - | - | -- | -- | --- | -- |
| Реал Бетіс         | 6 | 3 | 3 | 0 | 7  | 2  | +5  | 12 |
| Олімпіакос (Пірей) | 6 | 3 | 1 | 2 | 11 | 6  | +5  | 10 |
| Мілан              | 6 | 3 | 1 | 2 | 12 | 9  | +3  | 10 |
| Ф91 Дюделанж       | 6 | 0 | 1 | 5 | 3  | 16 | −13 | 1  |

|              | ОЛІ | МІЛ | БЕТ | ДЮД |
| ------------ | --- | --- | --- | --- |
| Олімпіакос П | —   | 3-1 | 0-0 | 5-1 |
| Мілан        | 3-1 | —   | 1-2 | 5-2 |
| Реал Бетіс   | 1-0 | 1-1 | —   | 3-0 |
| Ф91 Дюделанж | 0-2 | 0-1 | 0-0 | —   |

| 20 вересня 2018 21:00 |

| Ф91 Дюделанж | 0–1      | Мілан      |
| ------------ | -------- | ---------- |
|              | Протокол | Ігуаїн 59' |

| Жозі Бартель, Люксембург Глядачів: 7,983 Арбітр: Срджан Йованович (Сербія) |

| 20 вересня 2018 21:00 |

| Олімпіакос | 0–0      | Реал Бетіс |
| ---------- | -------- | ---------- |
|            | Протокол |            |

| Георгіос Караїскакіс, Пірей Глядачів: 28,650 Арбітр: Даніель Стефаньський (Польща) |

| 4 жовтня 2018 18:55 |

| Реал Бетіс                            | 3–0      | Ф91 Дюделанж |
| ------------------------------------- | -------- | ------------ |
| Санабрія 56' Ло Сельсо 80' Тельйо 88' | Протокол |              |

| Беніто Вільямарін, Севілья Глядачів: 40,133 Арбітр: Ендрю Даллас (Шотландія) |

| 4 жовтня 2018 18:55 |

| Мілан                       | 3–1      | Олімпіакос  |
| --------------------------- | -------- | ----------- |
| Кутроне 70', 79' Ігуаїн 76' | Протокол | Герреро 14' |

| Сан-Сіро, Мілан Глядачів: 22,294 Арбітр: Боббі Медден (Шотландія) |

| 25 жовтня 2018 18:55 |

| Мілан       | 1–2      | Реал Бетіс                 |
| ----------- | -------- | -------------------------- |
| Кутроне 83' | Протокол | Санабрія 30' Ло Сельсо 55' |

| Сан-Сіро, Мілан Глядачів: 22,405 Арбітр: Бас Нейгейс (Нідерланди) |

| 25 жовтня 2018 18:55 |

| Ф91 Дюделанж | 0–2      | Олімпіакос                      |
| ------------ | -------- | ------------------------------- |
|              | Протокол | Торосідіс 66' Йорданов 81' (аг) |

| Жозі Бартель, Люксембург Глядачів: 7,500 Арбітр: Гюсейн Геджек (Туреччина) |

| 8 листопада 2018 21:00 |

| Реал Бетіс    | 1–1      | Мілан    |
| ------------- | -------- | -------- |
| Ло Сельсо 12' | Протокол | Сусо 62' |

| Беніто Вільямарін, Севілья Глядачів: 45,647 Арбітр: Крейг Поусон (Англія) |

| 8 листопада 2018 21:00 |

| Олімпіакос                                                    | 5–1      | Ф91 Дюделанж |
| ------------------------------------------------------------- | -------- | ------------ |
| Торосідіс 6' Фортуніс 15', 36' Христодулопулос 26' Хассан 71' | Протокол | Сінані 69'   |

| Георгіос Караїскакіс, Пірей Глядачів: 24,032 Арбітр: Петр Арделеану (Чехія) |

| 29 листопада 2018 18:55 |

| Мілан                                                                  | 5–2      | Ф91 Дюделанж           |
| ---------------------------------------------------------------------- | -------- | ---------------------- |
| Кутроне 21' Штелвіу 66' (аг) Чалханоглу 70' Шнелль 77' (аг) Боріні 80' | Протокол | Штольц 39' Тюрпель 49' |

| Сан-Сіро, Мілан Глядачів: 15,521 Арбітр: Владислав Безбородов (Росія) |

| 29 листопада 2018 18:55 |

| Реал Бетіс  | 1–0      | Олімпіакос |
| ----------- | -------- | ---------- |
| Каналес 39' | Протокол |            |

| Беніто Вільямарін, Севілья Глядачів: 37,722 Арбітр: Сергій Карасьов (Росія) |

| 13 грудня 2018 21:00 |

| Ф91 Дюделанж | 0–0      | Реал Бетіс |
| ------------ | -------- | ---------- |
|              | Протокол |            |

| Жозі Бартель, Люксембург Арбітр: Петер Кралович (Словаччина) |

| 13 грудня 2018 21:00 |

| Олімпіакос                                    | 3–1      | Мілан      |
| --------------------------------------------- | -------- | ---------- |
| Сіссе 60' Сапата 70' (аг) Фортуніс 81' (пен.) | Протокол | Сапата 72' |

| Георгіос Караїскакіс, Пірей Арбітр: Бенуа Бастьєн (Франція) |

### Група G
| Команда          | І | В | Н | П | ЗМ | ПМ | РМ | О  |
| ---------------- | - | - | - | - | -- | -- | -- | -- |
| Вільярреал       | 6 | 2 | 4 | 0 | 12 | 5  | +7 | 10 |
| Рапід            | 6 | 3 | 1 | 2 | 6  | 9  | −3 | 10 |
| Рейнджерс        | 6 | 1 | 3 | 2 | 8  | 8  | 0  | 6  |
| Спартак (Москва) | 6 | 1 | 2 | 3 | 8  | 12 | −4 | 5  |

|            | ВІЛ | РАП | СПМ | РЕЙ |
| ---------- | --- | --- | --- | --- |
| Вільярреал | —   | 5-0 | 2-0 | 2-2 |
| Рапід      | 0-0 | —   | 2-0 | 1-0 |
| Спартак М  | 3-3 | 1-2 | —   | 4-3 |
| Рейнджерс  | 0-0 | 3-1 | 0-0 | —   |

| 20 вересня 2018 18:55 |

| Вільярреал         | 2–2      | Рейнджерс               |
| ------------------ | -------- | ----------------------- |
| Бакка 1' Жерар 69' | Протокол | Арфілд 67' Лафферті 76' |

| Естадіо де ла Кераміка, Вілярреаль Глядачів: 15,982 Арбітр: Іштван Ковач (Румунія) |

| 20 вересня 2018 18:55 |

| Рапід                      | 2–0      | Спартак (Москва) |
| -------------------------- | -------- | ---------------- |
| Тимофєєв 50' (аг) Мург 68' | Протокол |                  |

| Альянцштадіон, Відень Глядачів: 21,400 Арбітр: Ален Б'єрі (Швейцарія) |

| 4 жовтня 2018 21:00 |

| Спартак (Москва)                       | 3–3      | Вільярреал                                        |
| -------------------------------------- | -------- | ------------------------------------------------- |
| Зе Луїш 34' (пен.), 82' Мельгарехо 85' | Протокол | Токо Екамбі 13' Форнальс 49' Касорла 90+6' (пен.) |

| Відкриття-Арена, Москва Глядачів: 21,264 Арбітр: Даніель Зіберт (Німеччина) |

| 4 жовтня 2018 21:00 |

| Рейнджерс                               | 3–1      | Рапід      |
| --------------------------------------- | -------- | ---------- |
| Морелос 44', 90+4' Таверньєр 84' (пен.) | Протокол | Беріша 42' |

| Айброкс, Глазго Глядачів: 47,534 Арбітр: Рудді Буке (Франція) |

| 25 жовтня 2018 21:00 |

| Рейнджерс | 0–0      | Спартак (Москва) |
| --------- | -------- | ---------------- |
|           | Протокол |                  |

| Айброкс, Глазго Глядачів: 49,068 Арбітр: Кевін Блом (Нідерланди) |

| 25 жовтня 2018 21:00 |

| Вільярреал                                                     | 5–0      | Рапід |
| -------------------------------------------------------------- | -------- | ----- |
| Форнальс 26' Токо Екамбі 30' Барач 45' (аг) Раба 63' Жерар 85' | Протокол |       |

| Естадіо де ла Кераміка, Вілярреаль Глядачів: 14,158 Арбітр: Халіс Озках'я (Туреччина) |

| 8 листопада 2018 18:55 |

| Спартак (Москва)                                           | 4–3      | Рейнджерс                                 |
| ---------------------------------------------------------- | -------- | ----------------------------------------- |
| Мельгарехо 22' Голдсон 35' (аг) Луїс Адріану 58' Ганні 59' | Протокол | Єременко 5' (аг) Кандеяш 27' Міддлтон 41' |

| Відкриття-Арена, Москва Глядачів: 22,296 Арбітр: Іван Бебек (Хорватія) |

| 8 листопада 2018 18:55 |

| Рапід | 0–0      | Вільярреал |
| ----- | -------- | ---------- |
|       | Протокол |            |

| Альянцштадіон, Відень Глядачів: 22,100 Арбітр: Срджан Йованович (Сербія) |

| 29 листопада 2018 16:50 |

| Спартак (Москва) | 1–2      | Рапід                        |
| ---------------- | -------- | ---------------------------- |
| Зе Луїш 20'      | Протокол | Мюлдюр 80' Шобесбергер 90+1' |

| Відкриття-Арена, Москва Глядачів: 20,739 Арбітр: Павел Гіль (Польща) |

| 29 листопада 2018 21:00 |

| Рейнджерс | 0–0      | Вільярреал |
| --------- | -------- | ---------- |
|           | Протокол |            |

| Айброкс, Глазго Глядачів: 50,171 Арбітр: Матей Юг (Словенія) |

| 13 грудня 2018 18:55 |

| Вільярреал                   | 2–0      | Спартак (Москва) |
| ---------------------------- | -------- | ---------------- |
| Чуквуезе 11' Токо Екамбі 48' | Протокол |                  |

| Естадіо де ла Кераміка, Вілярреаль Арбітр: Андріс Трейманіс (Латвія) |

| 13 грудня 2018 18:55 |

| Рапід       | 1–0      | Рейнджерс |
| ----------- | -------- | --------- |
| Любічіч 84' | Протокол |           |

| Альянцштадіон, Відень Арбітр: Паоло Мадзолені (Італія) |

### Група H
| Команда              | І | В | Н | П | ЗМ | ПМ | РМ  | О  |
| -------------------- | - | - | - | - | -- | -- | --- | -- |
| Айнтрахт (Франкфурт) | 6 | 6 | 0 | 0 | 17 | 5  | +12 | 18 |
| Лаціо                | 6 | 3 | 0 | 3 | 9  | 11 | −2  | 9  |
| Аполлон              | 6 | 2 | 1 | 3 | 10 | 10 | 0   | 7  |
| Марсель              | 6 | 0 | 1 | 5 | 6  | 16 | −10 | 1  |

|            | ЛАЦ | МАР | АЙН | АПО |
| ---------- | --- | --- | --- | --- |
| Лаціо      | —   | 2-1 | 1-2 | 2-1 |
| Марсель    | 1-3 | —   | 1-2 | 1-3 |
| Айнтрахт Ф | 4-1 | 4-0 | —   | 2-0 |
| Аполлон    | 2-0 | 2-2 | 2-3 | —   |

| 20 вересня 2018 18:55 |

| Марсель    | 1–2      | Айнтрахт (Франкфурт-на-Майні) |
| ---------- | -------- | ----------------------------- |
| Окампос 3' | Протокол | Торро 52' Йович 89'           |

| Велодром, Марсель Глядачів: 0 Арбітр: Матей Юг (Словенія) |

| 20 вересня 2018 18:55 |

| Лаціо                                 | 2–1      | Аполлон   |
| ------------------------------------- | -------- | --------- |
| Луїс Альберто 14' Іммобіле 84' (пен.) | Протокол | Селая 87' |

| Олімпійський стадіон, Рим Глядачів: 11,898 Арбітр: Аліяр Агаєв (Азербайджан) |

| 4 жовтня 2018 21:00 |

| Аполлон                | 2–2      | Марсель                        |
| ---------------------- | -------- | ------------------------------ |
| Маркович 74' Селая 90' | Протокол | Паєт 50' Луїс Густаву Діас 67' |

| ГСП, Нікосія Глядачів: 3,031 Арбітр: Гаральд Лехнер (Австрія) |

| 4 жовтня 2018 21:00 |

| Айнтрахт (Франкфурт-на-Майні)           | 4–1      | Лаціо      |
| --------------------------------------- | -------- | ---------- |
| Да Коста 4', 90+4' Костич 28' Йович 52' | Протокол | Пароло 23' |

| Коммерцбанк-Арена, Франкфурт-на-Майні Глядачів: 47,000 Арбітр: Сердар Гезюбююк (Нідерланди) |

| 25 жовтня 2018 21:00 |

| Айнтрахт (Франкфурт-на-Майні) | 2–0      | Аполлон |
| ----------------------------- | -------- | ------- |
| Костич 13' Алле 32'           | Протокол |         |

| Коммерцбанк-Арена, Франкфурт-на-Майні Глядачів: 47,000 Арбітр: Сергій Іванов (Росія) |

| 25 жовтня 2018 21:00 |

| Марсель  | 1–3      | Лаціо                              |
| -------- | -------- | ---------------------------------- |
| Паєт 86' | Протокол | Воллес 10' Кайседо 59' Марушич 90' |

| Велодром, Марсель Глядачів: 31,930 Арбітр: Хесус Хіль Мансано (Іспанія) |

| 8 листопада 2018 18:55 |

| Аполлон                 | 2–3      | Айнтрахт (Франкфурт-на-Майні)    |
| ----------------------- | -------- | -------------------------------- |
| Селая 71', 90+4' (пен.) | Протокол | Йович 17' Алле 55' Гачинович 58' |

| ГСП, Нікосія Глядачів: 6,888 Арбітр: Тьягу Мартінш (Португалія) |

| 8 листопада 2018 18:55 |

| Лаціо                   | 2–1      | Марсель   |
| ----------------------- | -------- | --------- |
| Пароло 45+1' Корреа 55' | Протокол | Товен 60' |

| Олімпійський стадіон, Рим Глядачів: 14,705 Арбітр: Владислав Безбородов (Росія) |

| 29 листопада 2018 21:00 |

| Айнтрахт (Франкфурт-на-Майні)                     | 4–0      | Марсель |
| ------------------------------------------------- | -------- | ------- |
| Йович 2', 67' Луїс Густаву 17' (аг) Сарр 62' (аг) | Протокол |         |

| Коммерцбанк-Арена, Франкфурт-на-Майні Глядачів: 47,000 Арбітр: Джон Бітон (Шотландія) |

| 29 листопада 2018 21:00 |

| Аполлон                  | 2–0      | Лаціо |
| ------------------------ | -------- | ----- |
| Фаупала 31' Маркович 82' | Протокол |       |

| ГСП, Нікосія Глядачів: 1,131 Арбітр: Рой Райншрайбер (Ізраїль) |

| 13 грудня 2018 18:55 |

| Марсель   | 1–3      | Аполлон                            |
| --------- | -------- | ---------------------------------- |
| Товен 11' | Протокол | Маглиця 8' (пен.), 30' Стиляну 56' |

| Велодром, Марсель Арбітр: Раду Петреску (Румунія) |

| 13 грудня 2018 18:55 |

| Лаціо      | 1–2      | Айнтрахт (Франкфурт-на-Майні) |
| ---------- | -------- | ----------------------------- |
| Корреа 56' | Протокол | Гачинович 65' Алле 71'        |

| Олімпійський стадіон, Рим Арбітр: Халіл Умут Мелер (Туреччина) |

### Група I
| Команда      | І | В | Н | П | ЗМ | ПМ | РМ | О  |
| ------------ | - | - | - | - | -- | -- | -- | -- |
| Генк         | 6 | 3 | 2 | 1 | 14 | 8  | +6 | 11 |
| Мальме       | 6 | 2 | 3 | 1 | 7  | 6  | +1 | 9  |
| Бешикташ     | 6 | 2 | 1 | 3 | 9  | 11 | −2 | 7  |
| Сарпсборг 08 | 6 | 1 | 2 | 3 | 8  | 13 | −5 | 5  |

|              | БЕШ | ГЕК | МАЛ | САР |
| ------------ | --- | --- | --- | --- |
| Бешикташ     | —   | 2-4 | 0-1 | 3-1 |
| Генк         | 1-1 | —   | 2-0 | 4-0 |
| Мальме       | 2-0 | 2-2 | —   | 1-1 |
| Сарпсборг 08 | 2-3 | 3-1 | 1-1 | —   |

| 20 вересня 2018 18:55 |

| Бешикташ                    | 3–1      | Сарпсборг 08      |
| --------------------------- | -------- | ----------------- |
| Бабел 51' Роко 69' Ленс 82' | Протокол | Захаріассен 90+4' |

| Водафон Парк, Стамбул Глядачів: 24,955 Арбітр: Тамаш Богнар (Угорщина) |

| 20 вересня 2018 18:55 |

| Генк                   | 2–0      | Мальме |
| ---------------------- | -------- | ------ |
| Троссар 37' Самата 71' | Протокол |        |

| Люмінус-Арена, Генк Глядачів: 11,590 Арбітр: Олексій Єськов (Росія) |

| 4 жовтня 2018 21:00 |

| Мальме                              | 2–0      | Бешикташ |
| ----------------------------------- | -------- | -------- |
| Еркін 53' (аг) Русенберг 76' (пен.) | Протокол |          |

| Сведбанк, Мальме Глядачів: 17,174 Арбітр: Александар Ставрев (Македонія) |

| 4 жовтня 2018 21:00 |

| Сарпсборг 08                      | 3–1      | Генк        |
| --------------------------------- | -------- | ----------- |
| Мортенсен 6', 63' Захаріассен 54' | Протокол | Троссар 49' |

| Сарпсборг, Сарпсборг Глядачів: 7,885 Арбітр: Іван Бебек (Хорватія) |

| 25 жовтня 2018 21:00 |

| Сарпсборг 08  | 1–1      | Мальме       |
| ------------- | -------- | ------------ |
| Галворсен 87' | Протокол | Віндгейм 79' |

| Сарпсборг, Сарпсборг Глядачів: 8,022 Арбітр: Павел Рачковський (Польща) |

| 25 жовтня 2018 21:00 |

| Бешикташ            | 2–4      | Генк                                          |
| ------------------- | -------- | --------------------------------------------- |
| Вагнер Лав 74', 86' | Протокол | Самата 23', 70' Ндонгала 81' Пйотровський 83' |

| Водафон Парк, Стамбул Глядачів: 25,209 Арбітр: Даніель Стефаньський (Польща) |

| 8 листопада 2018 18:55 |

| Мальме        | 1–1      | Сарпсборг 08  |
| ------------- | -------- | ------------- |
| Антонссон 67' | Протокол | Мортенсен 63' |

| Сведбанк, Мальме Глядачів: 17,601 Арбітр: Мирослав Зелінка (Чехія) |

| 8 листопада 2018 18:55 |

| Генк      | 1–1      | Бешикташ     |
| --------- | -------- | ------------ |
| Берге 87' | Протокол | Куарежма 16' |

| Люмінус-Арена, Генк Глядачів: 14,292 Арбітр: Тобіас Штілер (Німеччина) |

| 29 листопада 2018 21:00 |

| Сарпсборг 08         | 2–3      | Бешикташ                     |
| -------------------- | -------- | ---------------------------- |
| Мухаммед 1' Гейнц 6' | Протокол | Ленс 62', 90' Вагнер Лав 66' |

| Сарпсборг, Сарпсборг Глядачів: 8,022 Арбітр: Гаральд Лехнер (Австрія) |

| 29 листопада 2018 21:00 |

| Мальме                    | 2–2      | Генк                     |
| ------------------------- | -------- | ------------------------ |
| Левицкі 65' Антонссон 67' | Протокол | Посуело 42' Пейнтсіл 53' |

| Сведбанк, Мальме Глядачів: 16,117 Арбітр: Срджан Йованович (Сербія) |

| 13 грудня 2018 18:55 |

| Бешикташ | 0–1      | Мальме        |
| -------- | -------- | ------------- |
|          | Протокол | Антонссон 51' |

| Водафон Парк, Стамбул Арбітр: Лука Банті (Італія) |

| 13 грудня 2018 18:55 |

| Генк                                   | 4–0      | Сарпсборг 08 |
| -------------------------------------- | -------- | ------------ |
| Гано 3' Пейнтсіл 5' Берге 64' Айду 67' | Протокол |              |

| Люмінус-Арена, Генк Арбітр: Іштван Ковач (Румунія) |

### Група J
| Команда             | І | В | Н | П | ЗМ | ПМ | РМ  | О  |
| ------------------- | - | - | - | - | -- | -- | --- | -- |
| Севілья             | 6 | 4 | 0 | 2 | 18 | 6  | +12 | 12 |
| Краснодар           | 6 | 4 | 0 | 2 | 8  | 8  | 0   | 12 |
| Стандард            | 6 | 3 | 1 | 2 | 7  | 9  | −2  | 10 |
| Акхісар Беледієспор | 6 | 0 | 1 | 5 | 4  | 14 | −10 | 1  |

|                     | СЕВ | КРА | СТА | АКБ |
| ------------------- | --- | --- | --- | --- |
| Севілья             | —   | 3-0 | 5-1 | 6-0 |
| Краснодар           | 2-1 | —   | 2-1 | 2-1 |
| Стандард            | 1-0 | 2-1 | —   | 2-1 |
| Акхісар Беледієспор | 2-3 | 0-1 | 0-0 | —   |

| 20 вересня 2018 18:55 |

| Севілья                                             | 5–1      | Стандард    |
| --------------------------------------------------- | -------- | ----------- |
| Банега 8', 74' (пен.) Васкес 41' Бен Єддер 49', 70' | Протокол | Дженепо 39' |

| Рамон Санчес Пісхуан, Севілья Глядачів: 30,003 Арбітр: Гедимінас Мажейка (Литва) |

| 20 вересня 2018 18:55 |

| Акхісар Беледієспор | 0–1      | Краснодар   |
| ------------------- | -------- | ----------- |
|                     | Протокол | Классон 26' |

| Спор Тото Акхісар, Акхісар Глядачів: 6,555 Арбітр: Вілле Неваляйнен (Фінляндія) |

| 4 жовтня 2018 21:00 |

| Краснодар                  | 2–1      | Севілья         |
| -------------------------- | -------- | --------------- |
| Перейра 72' Окріашвілі 88' | Протокол | Каборе 43' (аг) |

| Краснодар, Краснодар Глядачів: 31,346 Арбітр: Мартін Стрембергссон (Швеція) |

| 4 жовтня 2018 21:00 |

| Стандард             | 2–1      | Акхісар Беледієспор |
| -------------------- | -------- | ------------------- |
| Емон 17' Дженепо 40' | Протокол | Айик 32'            |

| Моріс Дюфрасн, Льєж Глядачів: 8,233 Арбітр: Мануель Шюттенгрубер (Австрія) |

| 25 жовтня 2018 21:00 |

| Стандард              | 2–1      | Краснодар |
| --------------------- | -------- | --------- |
| Емон 47' Лаїфіс 90+3' | Протокол | Арі 39'   |

| Моріс Дюфрасн, Льєж Глядачів: 8,393 Арбітр: Марко Гвіда (Італія) |

| 25 жовтня 2018 21:00 |

| Севілья                                                                     | 6–0      | Акхісар Беледієспор |
| --------------------------------------------------------------------------- | -------- | ------------------- |
| Меса 7' Сарабія 9' (пен.) Лукач 35' (аг) Мур'єль 50' Промес 60' Меркадо 67' | Протокол |                     |

| Рамон Санчес Пісхуан, Севілья Глядачів: 29,720 Арбітр: Кевін Кленсі (Шотландія) |

| 8 листопада 2018 18:55 |

| Краснодар                    | 2–1      | Стандард    |
| ---------------------------- | -------- | ----------- |
| Сулейманов 79' Вандерсон 82' | Протокол | Карсела 19' |

| Краснодар, Краснодар Глядачів: 21,526 Арбітр: Александар Ставрев (Македонія) |

| 8 листопада 2018 18:55 |

| Акхісар Беледієспор | 2–3      | Севілья                                  |
| ------------------- | -------- | ---------------------------------------- |
| Ману 52' Айик 78'   | Протокол | Ноліто 12' Мур'єль 38' Банега 87' (пен.) |

| Спор Тото Акхісар, Акхісар Глядачів: 6,430 Арбітр: Бенуа Мійо (Франція) |

| 29 листопада 2018 18:55 |

| Краснодар              | 2–1      | Акхісар Беледієспор |
| ---------------------- | -------- | ------------------- |
| Газинський 48' Арі 57' | Протокол | Сержиньйо 24'       |

| Краснодар, Краснодар Глядачів: 11,008 Арбітр: Івайло Стоянов (Болгарія) |

| 29 листопада 2018 21:00 |

| Стандард    | 1–0      | Севілья |
| ----------- | -------- | ------- |
| Дженепо 62' | Протокол |         |

| Моріс Дюфрасн, Льєж Глядачів: 12,882 Арбітр: Даніель Зіберт (Німеччина) |

| 13 грудня 2018 18:55 |

| Севілья                             | 3–0      | Краснодар |
| ----------------------------------- | -------- | --------- |
| Бен Єддер 5', 10' Банега 49' (пен.) | Протокол |           |

| Рамон Санчес Пісхуан, Севілья Арбітр: Даніель Стефаньський (Польща) |

| 13 грудня 2018 18:55 |

| Акхісар Беледієспор | 0–0      | Стандард |
| ------------------- | -------- | -------- |
|                     | Протокол |          |

| Спор Тото Акхісар, Акхісар Арбітр: Адам Фаркаш (Угорщина) |

### Група K
| Команда  | І | В | Н | П | ЗМ | ПМ | РМ | О  |
| -------- | - | - | - | - | -- | -- | -- | -- |
| Динамо   | 6 | 3 | 2 | 1 | 10 | 7  | +3 | 11 |
| Ренн     | 6 | 3 | 0 | 3 | 7  | 8  | −1 | 9  |
| Астана   | 6 | 2 | 2 | 2 | 7  | 7  | 0  | 8  |
| Яблонець | 6 | 1 | 2 | 3 | 6  | 8  | −2 | 5  |

|          | ДИК | АСТ | РЕН | ЯБЛ |
| -------- | --- | --- | --- | --- |
| Динамо   | —   | 2-2 | 3-1 | 0-1 |
| Астана   | 0-2 | —   | 2-0 | 2-1 |
| Ренн     | 1-2 | 2-0 | —   | 2-1 |
| Яблонець | 2-2 | 1-1 | 0-1 | —   |

| 20 вересня 2018 18:55 |

| Ренн                           | 2–1      | Яблонець    |
| ------------------------------ | -------- | ----------- |
| Сарр 31' Бен Арфа 90+1' (пен.) | Протокол | Травник 54' |

| Руазон-Парк, Ренн Глядачів: 20,628 Арбітр: Оле Гоббер Нільсен (Норвегія) |

| 20 вересня 2018 18:55 |

| Динамо                    | 2–2      | Астана                     |
| ------------------------- | -------- | -------------------------- |
| Циганков 11' Гармаш 45+1' | Протокол | Аничич 21' Муртазаєв 90+5' |

| НСК «Олімпійський», Київ Глядачів: 21,783 Арбітр: Халіс Озках'я (Туреччина) |

| 4 жовтня 2018 16:50 |

| Астана                        | 2–0      | Ренн |
| ----------------------------- | -------- | ---- |
| Зайнутдінов 64' Томасов 90+1' | Протокол |      |

| Астана Арена, Астана Глядачів: 25,302 Арбітр: Маттіас Гестраніус (Фінляндія) |

| 4 жовтня 2018 21:00 |

| Яблонець                | 2–2      | Динамо                 |
| ----------------------- | -------- | ---------------------- |
| Говорка 33' Травник 81' | Протокол | Циганков 8' Гармаш 14' |

| Стшельниці, Яблонець-над-Нисою Глядачів: 5,077 Арбітр: Себастьєн Дельфер'єр (Бельгія) |

| 25 жовтня 2018 21:00 |

| Яблонець      | 1–1      | Астана           |
| ------------- | -------- | ---------------- |
| Поважанець 4' | Протокол | Педро Енріке 11' |

| Стшельниці, Яблонець-над-Нисою Глядачів: 4,909 Арбітр: Роберт Шергенгофер (Австрія) |

| 25 жовтня 2018 21:00 |

| Ренн       | 1–2      | Динамо                       |
| ---------- | -------- | ---------------------------- |
| Греньє 41' | Протокол | Кендзьора 21' Буяльський 89' |

| Руазон-Парк, Ренн Глядачів: 28,001 Арбітр: Тамаш Богнар (Угорщина) |

| 8 листопада 2018 16:50 |

| Астана                         | 2–1      | Яблонець             |
| ------------------------------ | -------- | -------------------- |
| Педро Енріке 18' Постніков 88' | Протокол | Зайнутдінов 41' (аг) |

| Астана Арена, Астана Глядачів: 20,092 Арбітр: Іштван Вад (Угорщина) |

| 8 листопада 2018 18:55 |

| Динамо                                 | 3–1      | Ренн       |
| -------------------------------------- | -------- | ---------- |
| Вербич 13' Миколенко 68' Шапаренко 72' | Протокол | Сібачо 89' |

| НСК «Олімпійський», Київ Глядачів: 24,402 Арбітр: Джон Бітон (Шотландія) |

| 29 листопада 2018 16:50 |

| Астана | 0–1      | Динамо     |
| ------ | -------- | ---------- |
|        | Протокол | Вербич 29' |

| Астана Арена, Астана Глядачів: 26,508 Арбітр: Іван Бебек (Хорватія) |

| 29 листопада 2018 21:00 |

| Яблонець | 0–1      | Ренн       |
| -------- | -------- | ---------- |
|          | Протокол | Греньє 55' |

| Стшельниці, Яблонець-над-Нисою Глядачів: 4,712 Арбітр: Тьягу Мартінш (Португалія) |

| 13 грудня 2018 18:55 |

| Ренн          | 2–0      | Астана |
| ------------- | -------- | ------ |
| Сарр 68', 73' | Протокол |        |

| Руазон-Парк, Ренн Арбітр: Сердар Гезюбююк (Нідерланди) |

| 13 грудня 2018 18:55 |

| Динамо | 0–1      | Яблонець    |
| ------ | -------- | ----------- |
|        | Протокол | Долежал 10' |

| НСК «Олімпійський», Київ Арбітр: Вільялмур Торарінссон (Ісландія) |

### Група L
| Команда  | І | В | Н | П | ЗМ | ПМ | РМ | О  |
| -------- | - | - | - | - | -- | -- | -- | -- |
| Челсі    | 6 | 5 | 1 | 0 | 12 | 3  | +9 | 16 |
| БАТЕ     | 6 | 3 | 0 | 3 | 9  | 9  | 0  | 9  |
| МОЛ Віді | 6 | 2 | 1 | 3 | 5  | 7  | −2 | 7  |
| ПАОК     | 6 | 1 | 0 | 5 | 5  | 12 | −7 | 3  |

|          | ЧЕЛ | ПАО | БАТ | ВІД |
| -------- | --- | --- | --- | --- |
| Челсі    | —   | 4-0 | 3-1 | 1-0 |
| ПАОК     | 0-1 | —   | 1-3 | 0-2 |
| БАТЕ     | 0-1 | 1-4 | —   | 2-0 |
| МОЛ Віді | 2-2 | 1-0 | 0-2 | —   |

| 20 вересня 2018 18:55 |

| ПАОК | 0–1      | Челсі      |
| ---- | -------- | ---------- |
|      | Протокол | Вілліан 7' |

| Тумба, Салоніки Глядачів: 24,310 Арбітр: Альберто Ундіано Мальєнко (Іспанія) |

| 20 вересня 2018 18:55 |

| МОЛ Віді | 0–2      | БАТЕ                       |
| -------- | -------- | -------------------------- |
|          | Протокол | Туомінен 27' Філіпенко 85' |

| Групама Арена, Будапешт Глядачів: 14,726 Арбітр: Мадс-Крістоффер Крістофферсен (Данія) |

| 4 жовтня 2018 21:00 |

| БАТЕ            | 1–4      | ПАОК                                     |
| --------------- | -------- | ---------------------------------------- |
| Креспо 61' (аг) | Протокол | Прийович 6' Лео Жаба 11', 17' Пелкас 73' |

| Борисов-Арена, Борисов Глядачів: 10,527 Арбітр: Роберт Шергенгофер (Австрія) |

| 4 жовтня 2018 21:00 |

| Челсі      | 1–0      | МОЛ Віді |
| ---------- | -------- | -------- |
| Мората 70' | Протокол |          |

| Стемфорд Бридж, Лондон Глядачів: 39,925 Арбітр: Мирослав Зелінка (Чехія) |

| 25 жовтня 2018 21:00 |

| Челсі                  | 3–1      | БАТЕ     |
| ---------------------- | -------- | -------- |
| Лофтус-Чік 2', 8', 54' | Протокол | Ріос 80' |

| Стемфорд Бридж, Лондон Глядачів: 39,799 Арбітр: Паоло Мадзолені (Італія) |

| 25 жовтня 2018 21:00 |

| ПАОК | 0–2      | МОЛ Віді              |
| ---- | -------- | --------------------- |
|      | Протокол | Хусті 12' Стопіра 45' |

| Тумба, Салоніки Глядачів: 15,118 Арбітр: Євген Арановський (Україна) |

| 8 листопада 2018 18:55 |

| БАТЕ | 0–1      | Челсі    |
| ---- | -------- | -------- |
|      | Протокол | Жіру 53' |

| Борисов-Арена, Борисов Глядачів: 13,141 Арбітр: Никола Дабанович (Чорногорія) |

| 8 листопада 2018 18:55 |

| МОЛ Віді    | 1–0      | ПАОК |
| ----------- | -------- | ---- |
| Міланов 50' | Протокол |      |

| Групама Арена, Будапешт Глядачів: 17,208 Арбітр: Алі Палабийик (Туреччина) |

| 29 листопада 2018 18:55 |

| БАТЕ                    | 2–0      | МОЛ Віді |
| ----------------------- | -------- | -------- |
| Сигневич 22' Іванич 85' | Протокол |          |

| Борисов-Арена, Борисов Глядачів: 8,963 Арбітр: Карлос дель Серро Гранде (Іспанія) |

| 29 листопада 2018 21:00 |

| Челсі                                    | 4–0      | ПАОК |
| ---------------------------------------- | -------- | ---- |
| Жіру 27', 37' Гадсон-Одой 60' Мората 78' | Протокол |      |

| Стемфорд Бридж, Лондон Глядачів: 33,933 Арбітр: Крісто Тогвер (Естонія) |

| 13 грудня 2018 18:55 |

| ПАОК         | 1–3      | БАТЕ                                  |
| ------------ | -------- | ------------------------------------- |
| Прийович 59' | Протокол | Скавиш 18' Сигневич 42' (пен.), 45+1' |

| Тумба, Салоніки Арбітр: Тобіас Вельц (Німеччина) |

| 13 грудня 2018 18:55 |

| МОЛ Віді                 | 2–2      | Челсі                |
| ------------------------ | -------- | -------------------- |
| Ампаду 32' (аг) Него 56' | Протокол | Вілліан 30' Жіру 75' |

| Групама Арена, Будапешт Арбітр: Александар Ставрев (Македонія) |

## Зауваження
1. ↑  CEST (UTC+2) для матчів до 27 жовтня 2018 (ігрові дні 1–3) та CET (UTC+1) для подальших матчів (ігрові дні 4–6).
2. 1 2 3  АЕК проводив свої домашні ігри на стадіоні ГСП в Нікосії.
3. ↑  Матч між командами Спартак (Трнава) і Динамо проходив без глядачів як покарання за расистські витівки вболівальників трнавської команди під час гри з Андерлехтом[43].
4. 1 2 3  Карабах грає домашні матчі на Олімпійському стадіоні в Баку замість своєї Азерсун Арена.
5. ↑  «Ворскла» проводила останню домашню гру на НСК «Олімпійський», Київ, замість своєї арени Ворскла ім. Олексія Бутовського в Полтаві через впровадження воєнного стану у декількох областях України[57].
6. 1 2 3  Ф91 Дюделанж грав свої домашні матчі на стадіоні Жозі Бартель у місті Люксембург замість своєї арени в Дюделанжі.
7. ↑  Гра команд Марсель і Айнтрахт (Франкфурт-на-Майні) проходив без глядачів як покарання за поведінку вболівальників марсельської команди[80].
8. 1 2 3  Аполлон грав домашні матчі на стадіоні ГСП в Нікосії замість своєї арени в Лімасолі.
9. 1 2 3  МОЛ Віді грав свої домашні матчі на Групама Арена, Будапешт, замість свого домашнього стадіону в Секешфегерварі через затримки з реконструкцією останнього.[121]